# Рашевская, Наталья Сергеевна
Ната́лья Серге́евна Раше́вская (26 октября 1893, Двинская крепость (ныне Даугавпилс), Российская империя — 18 марта 1962, Ленинград, СССР) — российская, советская актриса театра и кино, режиссёр, сценарист, театральный педагог. Народная артистка РСФСР (1957).

## Биография
Дочь офицера С. А. Рашевского, погибшего при Порт-Артуре. Наталья была вторым ребёнком, у неё был старший брат Владимир и младшая сестра Зинаида (жена Великого князя Бориса Владимировича Романова).
В 1914 году Наталья окончила драматические курсы при Петербургском императорском театральном училище и была принята в труппу Александринского театра.
В 1917—1918 годах она играла на сцене петроградского Театра Незлобина, в 1918 году посещала Театральную студию под руководством В. Э. Мейерхольда. В 1918—1920 гг. Н. С. Рашевская работала в Театре драмы Петрозаводска и в Костроме.
В 1921 году Н. Рашевская возвратилась в Академический театр драмы им. А. С. Пушкина (Александринский театр), где работала до конца жизни, в том числе и как режиссёр. Одновременно ставила спектакли в других ленинградских театрах.
В 1946—1950 годах параллельно с работой в Театре драмы им. А. С. Пушкина была художественным руководителем Большого драматического театра им. М. Горького (ныне АБДТ им. Г. А. Товстоногова). На этой сцене Н. С. Рашевская поставила спектакли «Сердце не камень» А. Н. Островского (1945), «Враги» (1948), «Егор Булычёв и другие» (1949) и «Достигаев и другие» (1951) по пьесам А. М. Горького, «Обрыв» по И. Гончарову (1956).

Могила Рашевской на Богословском кладбище Санкт-Петербурга

Похоронена на Богословском кладбище в Санкт-Петербурге.

## Роли в театре
- 1922 — «Эльга» Гауптмана — Дортка
- 1922 — «Тереза Ракен» по Э.Золя — Сюзанна
- 1923 — «Антоний и Клеопатра» Шекспира — Хармиана
- 1923 — «Идеальный муж» О.Уайльда — Мисси Марчмонд
- 1923 — «Канцлер и слесарь» А.Луначарского — Клерхен
- 1924 — «Скандалистка» Б.Шоу Маргарет
- 1924 — «Лисистрата» Аристофана Миррина
- 1924 — «Женитьба Фигаро» П.Бомарше Керубино
- 1924 — Саша («Живой труп» Л.Толстого
- 1925 — «Не было ни гроша, да вдруг алтын» А. Н. Островского — Настя
- 1925 — «Эуген Несчастный» Э.Толлера — Грета
- 1926 — "Конец Криворыльска Б.Ромашова — Роза Бергман
- 1927 — «Отелло» Шекспира — Эмилия
- «Идиот» по Ф.Достоевскому — Александра Епанчина
- 1927 — «Бронепоезд 14-69» Вс. Иванова — Варя
- 1929 — «Высоты» по Ю.Либединскому — Соня Сури
- 1929 — «Огненный мост» Б.Ромашова — Ирина
- 1929 — «Деец» В.Газенклевера — Лиа Компас
- 1930 — «Чудак» А.Афиногенова — Юля Лозовская
- 1931 — «Страх» Афиногенова — Елена
- 1933 — «Суд» В.Киршона — Берта
- 1934 — «Вершины счастья» по Дж. Дос-Пассосу — Флоренс
- 1934 — «Портрет» Афиногенова — Маруся
- 1935 — «Гибель эскадры» А.Корнейчука — Оксана
- 1936 — «Лес» Островского — Аксюша
- 1937 — «Банкир» Корнейчука — Тайга
- 1939 — «Мать» К.Чапека — Мать
- 1941 — «Дворянское гнездо» по Тургеневу — Лиза
- 1942 — «Накануне» Афиногенова — Елена
- 1944 — «Отелло» Шекспира — Эмилия
- 1946 — «Дядя Ваня» Чехова — Елена Андреевна
- 1950 — «Живой труп» Л.Толстого — Лиза
- 1954 — «Гамлет» У. Шекспира — Гертруда
- 1955 — «Персональное дело» А.Штейна — Малютина
- 1955 — «Пучина» Островского — Кисельникова
- 1959 — «Осенний» сад Л.Хеллман. — Констанс Такерман
- 1959 — «Оптимистическая трагедия» В.Вишневского. Режиссёр: Г.А.ТОВСТОНОГОВ — Старая женщина
- 1960 — «Изюминка на солнце» Л. Хэнсберри. Режиссёр: А. А. Музиль — Лина Янгер
- «Тот, кто получает пощёчины» Андреева — Консуэлла

## Режиссёрские работы
- 1936 — «Голубой фазан» Э. Топпелиуса (Ленинградский ТРАМ). Другие постановки:
- 1938 — «Глубокая провинция» М. Светлова (Ленинградский ТЮЗ)
- 1938 — «Сказка» М. Светлова (Ленинградский ТЮЗ)
- 1938 — «Белеет парус одинокий» по В. Катаеву (Ленинградский ТЮЗ)
- 1938 — «Замужняя невеста» А. Шаховского, Н. Хмельницкого, А. С. Грибоедова (Ленинградский театр комедии)
- 1941 — «Тот, кого искали» А. Раскина и В. Слободского (Ленинградский театр комедии).
- 1941 — «Горе от ума» А. С. Грибоедова (Академический театр драмы им. А. С. Пушкина, совместно с Л. Вивьеном).
- 1945 — «Сердце не камень» А. Н. Островского
- 1948 — «Враги» А. М. Горького (БДТ им. Горького; записан на «Ленфильме» в 1953 году)
- 1949 — «Егор Булычев и другие» А. М. Горького (БДТ им. Горького)
- 1952 — «Достигаев и другие» А. М. Горького (БДТ им. Горького; записан на «Ленфильме» в 1959 году)
- 1956 — «Обрыв» по И. А. Гончарову (БДТ им. Горького)

## Фильмография
Режиссёр:
- 1953 — «Враги» — режиссёр, совм. с Тамарой Родионовой
- 1957 — «Достигаев и другие» — режиссёр, совм. с Юрием Музыкантом
- 1958 — «Отцы и дети» — режиссёр, совм. с Адольфом Бергункером

Актриса:
- 1929 — «Новый Вавилон» — прачка (эпизодическая роль, в титрах не указана)
- 1937 — «Великий гражданин» — Ольга, жена Карташова (эпизодическая роль)
- 1954 — «Зелёный дол» — Клавдия Васильевна, учительница
- 1954 — «Кортик» — Мария Гавриловна Терентьева
- 1958 — «Пучина» — Анна Устиновна, мать Кисельникова

## Семья
Первый раз вышла замуж до революции за военного лётчика Фёдора Колчина, в 1914 году у них родилась дочь Наталья Фёдоровна Колчина. Дочь, так же как и брат и сестра, жила во Франции, где вышла замуж за барона Гаэтана де Роне.
Впоследствии Н. С. Рашевская вышла замуж за режиссёра Н. В. Петрова. В этом браке родился сын Сергей.